# اوگاساوارا ناگانوری
اوگاساوارا ناگانوری (به ژاپنی: 小笠原 長生 Ogasawara Naganari); ۱۵ دسامبر ۱۸۶۷ – ۲۰ سپتامبر ۱۹۵۸) دریابد در نیروی دریایی امپراتوری ژاپن در دوره میجی و دوره تایشو و یکی از اعضای دفتر ستاد نیروی دریایی امپراتوری ژاپن بود.